# Drexel (Missouri)
Drexel és una població dels Estats Units a l'estat de Missouri. Segons el cens del 2000 tenia 1.090 habitants.

## Demografia
Segons el cens del 2000, Drexel tenia 1.090 habitants, 439 habitatges, i 303 famílies. La densitat de població era de 561,1 habitants per km².
Dels 439 habitatges en un 36,4% hi vivien nens de menys de 18 anys, en un 58,5% hi vivien parelles casades, en un 7,7% dones solteres, i en un 30,8% no eren unitats familiars. En el 28,7% dels habitatges hi vivien persones soles el 14,1% de les quals corresponia a persones de 65 anys o més que vivien soles. El nombre mitjà de persones vivint en cada habitatge era de 2,48 i el nombre mitjà de persones que vivien en cada família era de 3,07.
Per edats la població es repartia de la següent manera: un 29,1% tenia menys de 18 anys, un 7% entre 18 i 24, un 28,5% entre 25 i 44, un 22% de 45 a 60 i un 13,4% 65 anys o més.
L'edat mediana era de 36 anys. Per cada 100 dones de 18 o més anys hi havia 91,8 homes.
La renda mediana per habitatge era de 39.219 $ i la renda mediana per família de 44.659 $. Els homes tenien una renda mediana de 37.404 $ mentre que les dones 22.404 $. La renda per capita de la població era de 17.207 $. Entorn del 4,9% de les famílies i el 7,1% de la població estaven per davall del llindar de pobresa.

## Poblacions més properes
El següent diagrama mostra les poblacions més properes.